# Materia de Roma
La materia de Roma, según el poeta medieval Jean Bodel, es el ciclo literario formado por la mitología griega y romana, junto con episodios de la historia de la Antigüedad clásica, centrándose en héroes militares como Alejandro Magno o Julio César. La división de Bodel de los ciclos literarios que mejor conocía en materia de Roma, materia de Bretaña y materia de Francia, recuerda a la leyenda de los nueve de la Fama, héroes de las confesiones pagana, judía y cristiana.
El tratamiento anacrónico de estos temas es característico de la literatura francesa en la Edad Media; por ejemplo, en los poemas del Romance de Alejandro y Romance de Troya, Alejandro Magno, o Aquiles y sus compañeros de la guerra de Troya son presentados como caballeros medievales, de una manera no muy distinta a los héroes de los cantares de gesta. Aparecen además elementos de amor cortés: en el Romance de Tebas se introduce una relación romántica ausente de las fuentes griegas. Se incluyen muchos más episodios militares, que además dan pie a escenas de caballería errante y a torneos.
- Datos: Q2481494